# Wapen van Schaesberg

Wapen van Schaesberg

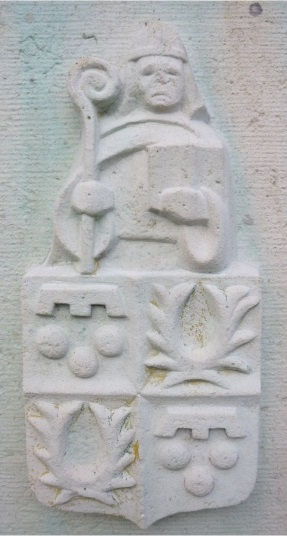
Het wapen op het oorlogsmonument Schaesberg (1950)

Het wapen van Schaesberg bestaat uit een combinatie van het wapen van de schepenbank en het familiewapen van het geslacht Retersbeek-Schaesberg, de omschrijving luidt:
"Een schild van zilver, beladen met den Heiligen Fredericus in natuurlijke kleur, gekleed met een mantel van keel, omzoomd van goud, en met een onderkleed van zilver, gebloemd van goud, hebbende een zilveren, van goud omzoomden, bisschopsmuts op het hoofd, houdende in de rechterhand een gouden bisschopsstaf en in de linkerhand een opengeslagen boek van zilver; ter halverwege opkomende uit een gevierendeeld schild zijnde het eerste en vierde kwartier van zilver, beladen met drie ballen van keel, geplaatst twee en een, en chef een barensteel van azuur; het tweede en derde kwartier van goud, beladen met een hertengewei van sinopel, alles omgeven van het randschrift ""Gemeentebestuur van Schaesberg""."

## Geschiedenis
De heilige Fredericus was destijds de beschermheilige van Schaesberg. Hij was afgebeeld als onderdeel van het wapen van de schepenbank vanaf circa 1400. Het gebied werd in 1618 bezit van de Van Schaesbergs, die voor die tijd al op het kasteel Schaesberg woonden, in wiens bezit de heerlijkheid tot de Franse tijd zou blijven.
In 1816 vroeg de burgemeester het wapen aan voor de gemeente, maar het werd pas verleend in 1869. Het wapen is met de schildhouder op een apart schild geplaatst. In 1982 ging Schaesberg op in de gemeente Landgraaf, een element van het gemeentewapen van Schaesberg (het familiewapen van Schaesberg met de drie bollen en de barensteel) werd overgenomen in een kwartier van het wapen van Landgraaf.

## Verwante wapens
Van Retersbeek voerde (oorspronkelijk) een gouden gewei op een rood veld. Vanaf de eerste helft in de 15e eeuw noemt een linie zich Van Schaesberg nadat zij het goed Schaesberg erfden. Daarna voerden zij een gecarteleerd wapenschild met op de kwartieren de wapens van Retersbeek en Schaesberg. Door een breuk werden de kleuren omgekeerd waardoor het schild in goudkleur werd weergegeven.

Van Retersbeek
Van Schaesberg
Retersbeek-Schaesberg